# Denderbelle
Denderbelle Opdorp belga település a flandriai Kelet-Flandria tartományban, Dendermonde körzetben található közigazgatásilag Lebbeke városának része. Denderbelle teljes területe  6,27 km ², lakossága kb. 2100 fő.

## Története
Egészen az 1795-ös francia hódításig Denderbelle a környékbeli Zwijveke és Sint-Gillis-bij-Dendermonde településekkel együtt Dendermonde urainak birtoka volt. A francia hódítás alatt a település önállósodott egészen 1977-ig, amikor összevonták Lebbeke és Wieze településekkel.

## Látnivalók
A "Bellemolen" vagy más néven "Fonteintje" kukoricamalom maa Molenveldstraat-on található.
A magántulajdonban lévő malom 1665-ben épült, felülhajtós szerkezetű (holland nevén Grondzeiler), amelyet a molnár a vitorlatér elforgatásával tudott a szélirányba állítani.
Mára sajnos a vitorlák és a hajtószerkezet eltűntek, a malom épülete nem élvez műemléki védelmet és nem is látogatható.

## További információk

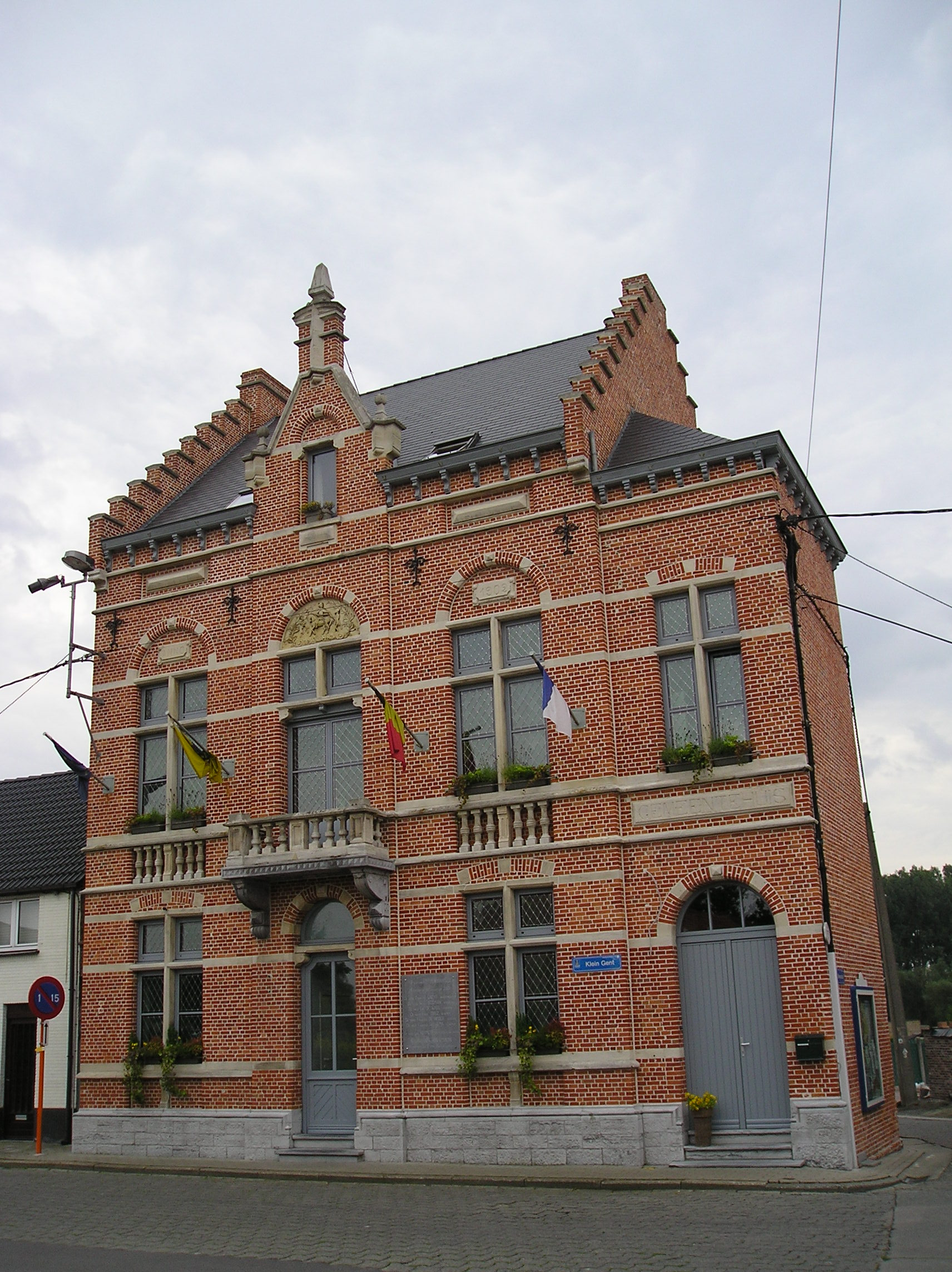
A régi polgármesteri hivatal épülete
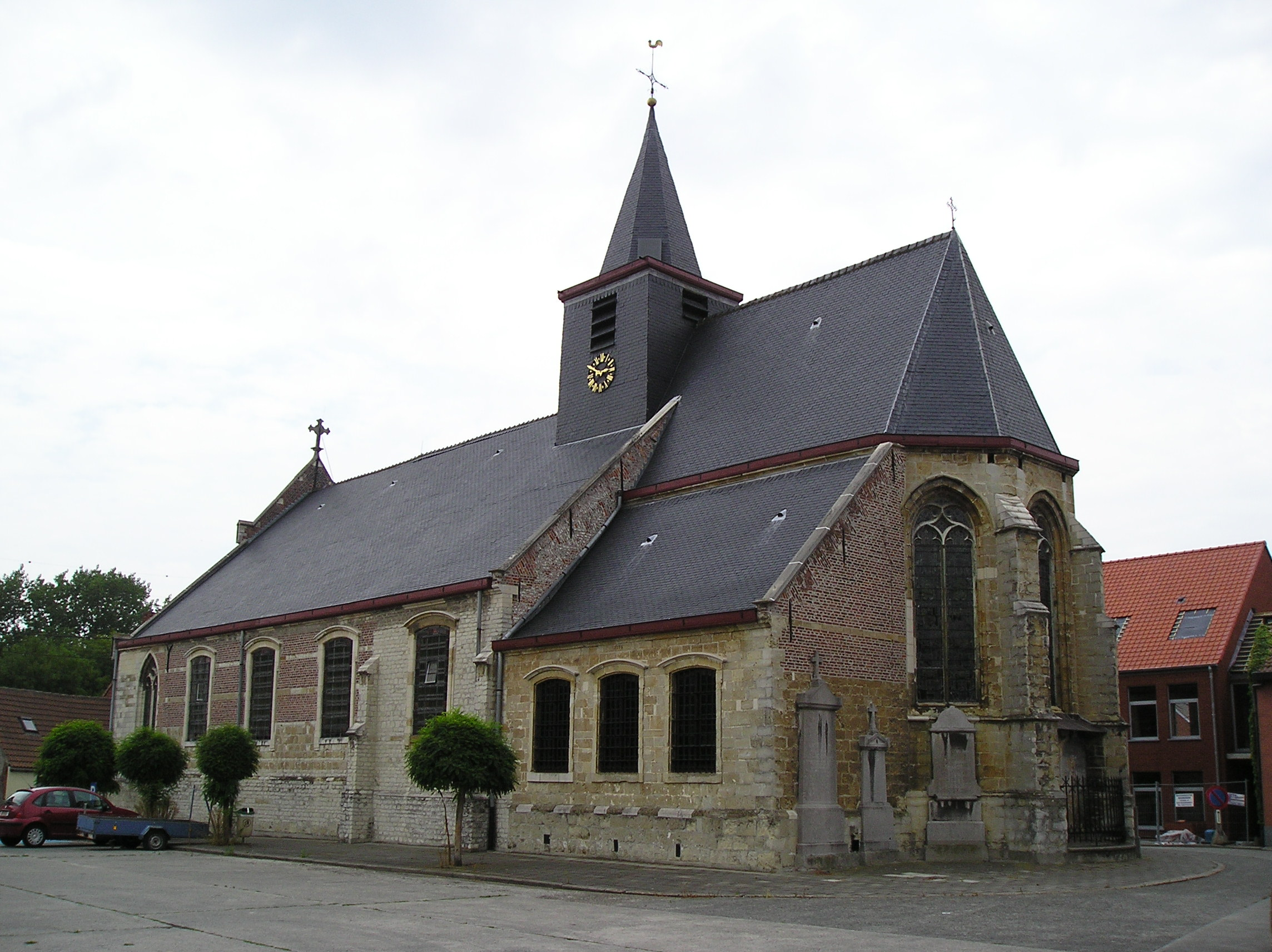
A Sint-Martinuskerk épülete
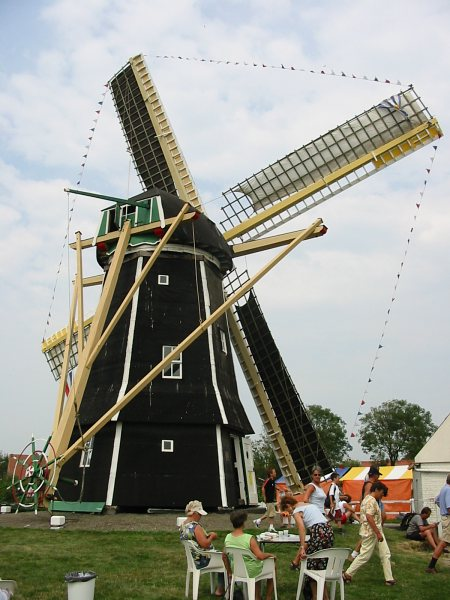
Felülhajtós szélmalom Hollandiában

## Ismert lakosok
- Odilon Mortier (színész)
- Nolle Versyp (színész)